# Vertrag von Nymphenburg (1741)
Der Vertrag von Nymphenburg wurde am 28. Mai 1741 zwischen Bayern und Spanien auf Schloss Nymphenburg in München geschlossen.

## Vertrag
Der bayerische Kurfürst Karl Albrecht sicherte sich mit dem Vertrag die Unterstützung von König Philipp V. von Spanien im Kampf um die deutsche Kaiserkrone nach dem Regierungsantritt von Maria Theresia. Das Abkommen sollte ihm nicht nur den Kaisertitel, sondern auch einen noch zu verhandelnden Teil der deutschen Länder Österreichs verschaffen. Im Gegenzug sollte Spanien die italienischen Besitzungen Österreichs erhalten.
Der Abschluss des Vertrages trug wesentlich zum Ausbruch des Österreichischen Erbfolgekrieges bei. 
Gesandter Frankreichs bei den Verhandlungen war Jean-Baptiste-François-Joseph de Sade.

## Anmerkung
Ein weiterer sogenannter „Nymphenburger Vertrag“ vom 18. bzw. 22. Mai 1741 zwischen Karl Albrecht von Bayern und dem französischen König Ludwig XV. war eine Fälschung. Er wurde vermutlich im August 1741 mit der Absicht verfasst, den bayerischen Kurfürsten als Reichsverräter darzustellen. Darin sollten die österreichischen Gebiete geteilt werden und ein Teil der deutschen Länder an Frankreich fallen.